# Аджлун (провінція)
Провінція Аджлун (араб. محافظة عجلون) — одна з дванадцяти провінцій Йорданії. Розташована на півночі країни. Посідає четверте місце в Йорданії за щільністю населення після провінцій Ірбід, Джераш та Ель-Балка. Адміністративний центр — місто Аджлун.

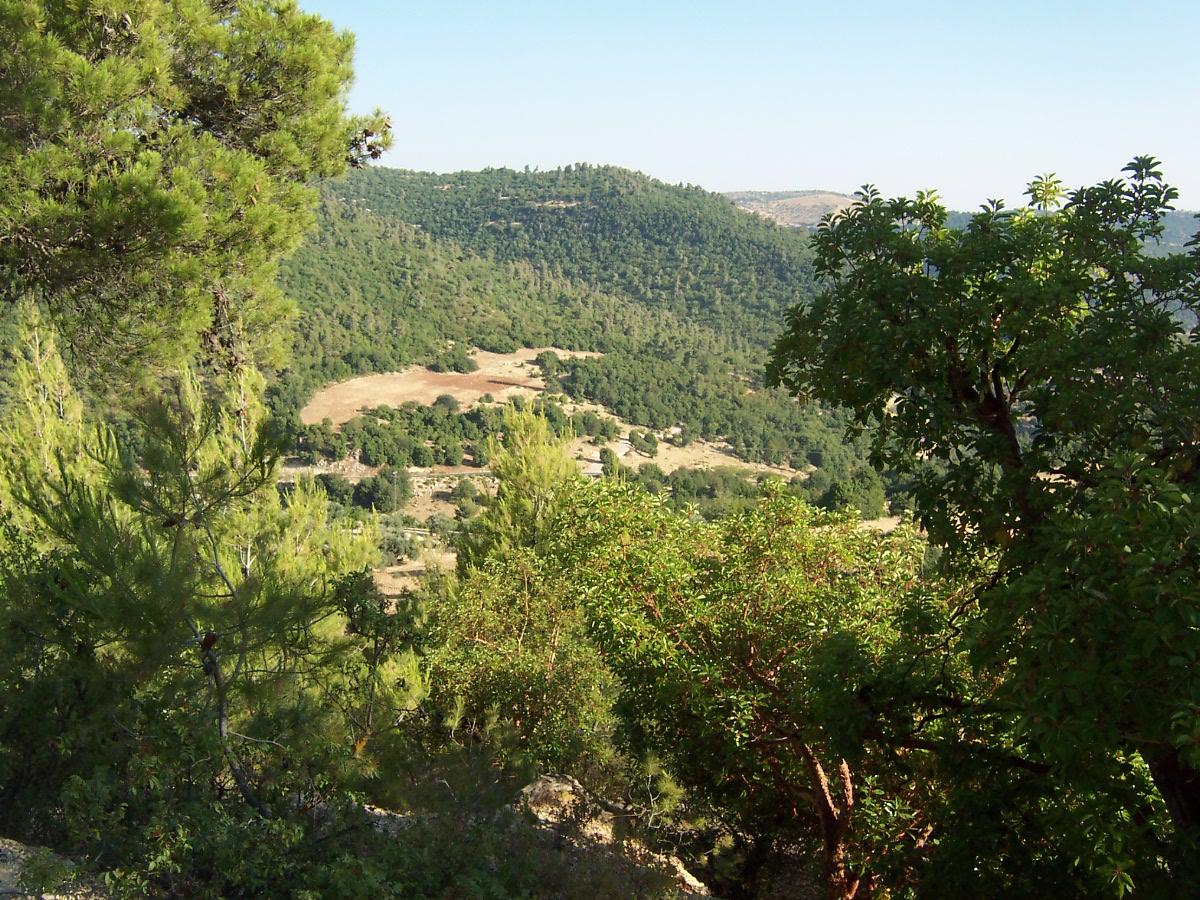
Ліси провінції

Провінція Аджлун межує з трьома провінціями Йорданії: Ірбід, Джераш і Ель-Балка. Складається з двох районів: Столичного та Куфранджа. 
Через перебування на великій висоті над рівнем моря має довгі прохолодні зими. Середній максимум січня в місті Аджлун — 8.2° C, а середній мінімум — 2.8° С. На території провінції розташовується один з найкрасивіших лісів у Йорданії. Найвизначнішою пам'яткою є Замок Аджлун, що був споруджений як гарнізон для захисту стратегічно важливої місцевості Аджлуну від хрестоносців.
Найбвльшою економічною галуззю регіону є сільське господарство, в саме: вирощування цитрусових, маслин, виноградарство тощо.

## Галерея

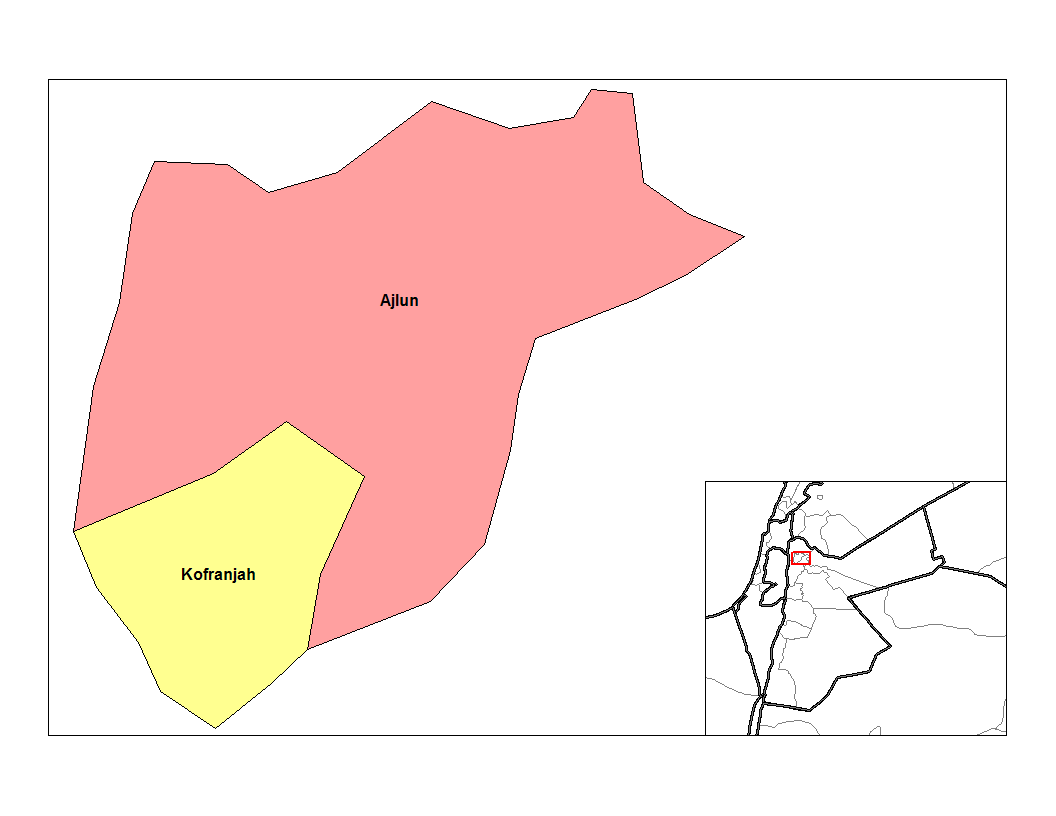
Райони провінції Аджлун
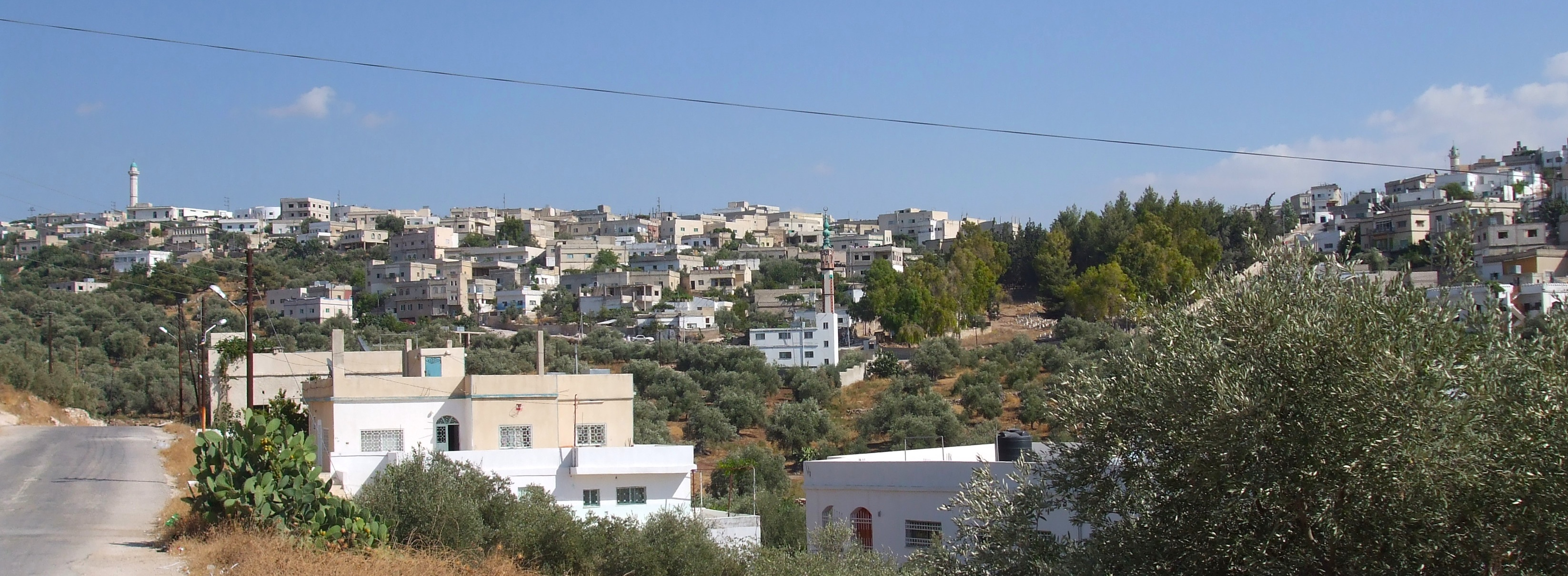
Місто Ель-Хашимія
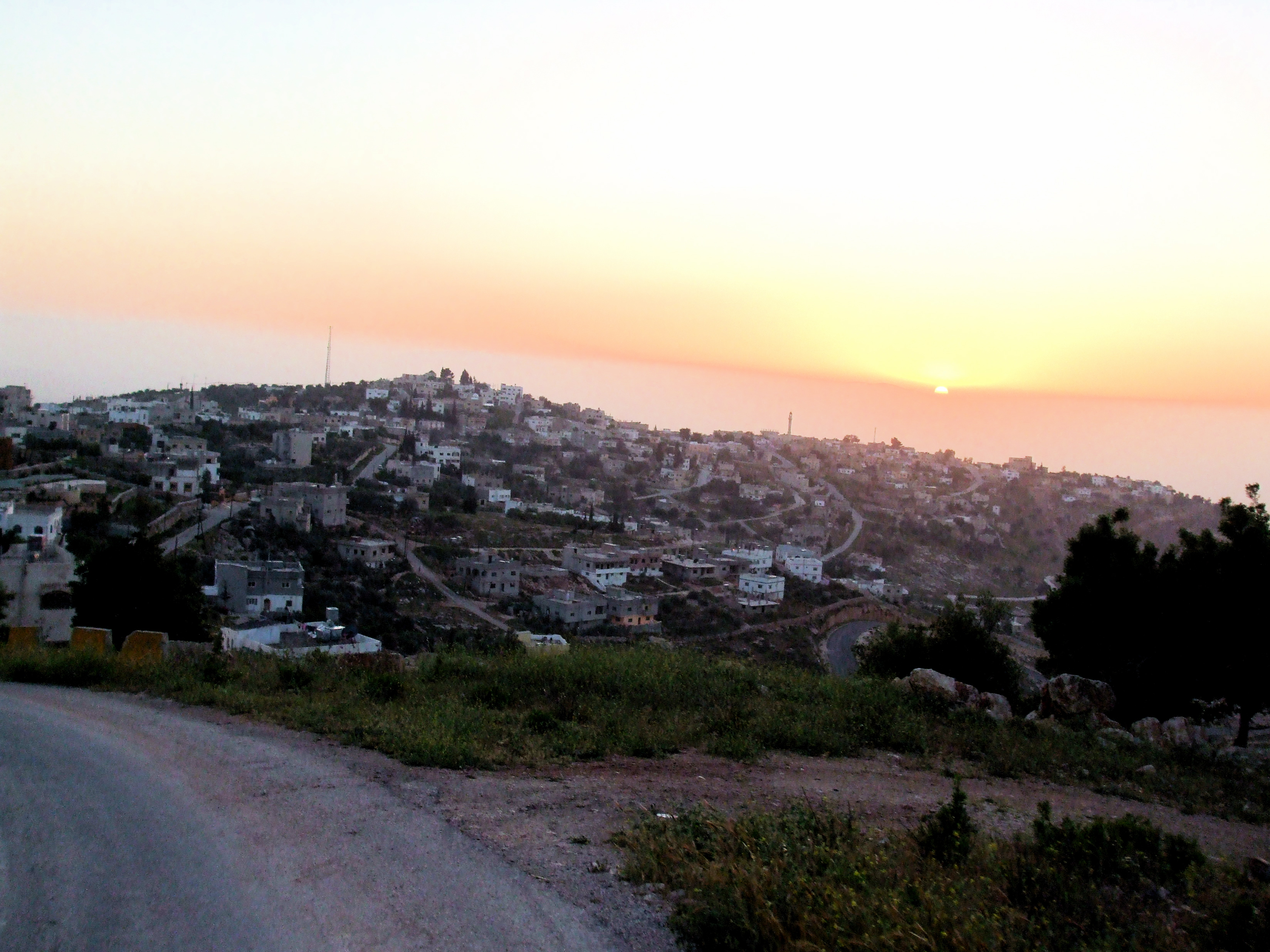
Містечко Аль-Вахадіна
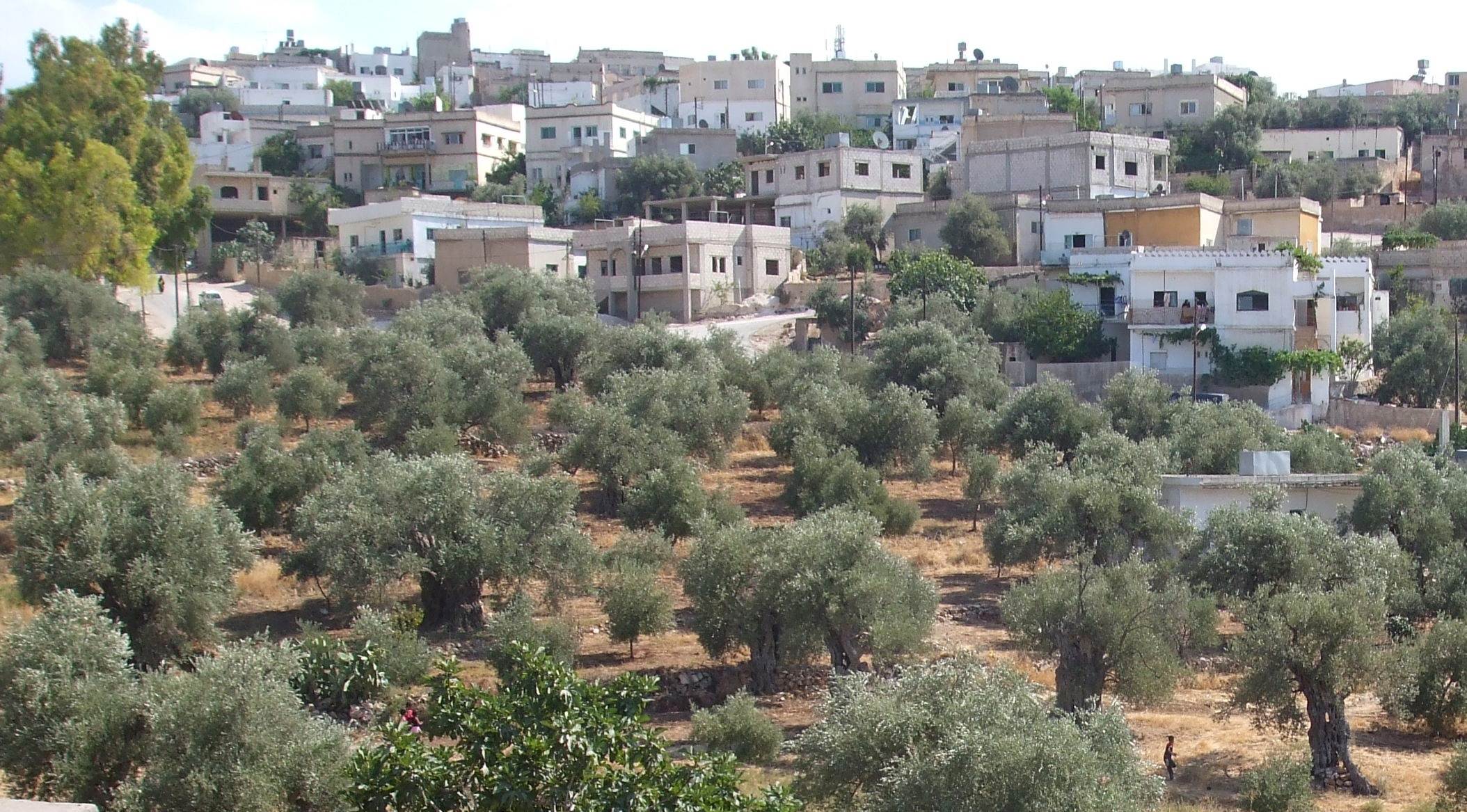
Оливкові ферми